# تحليل الحوادث

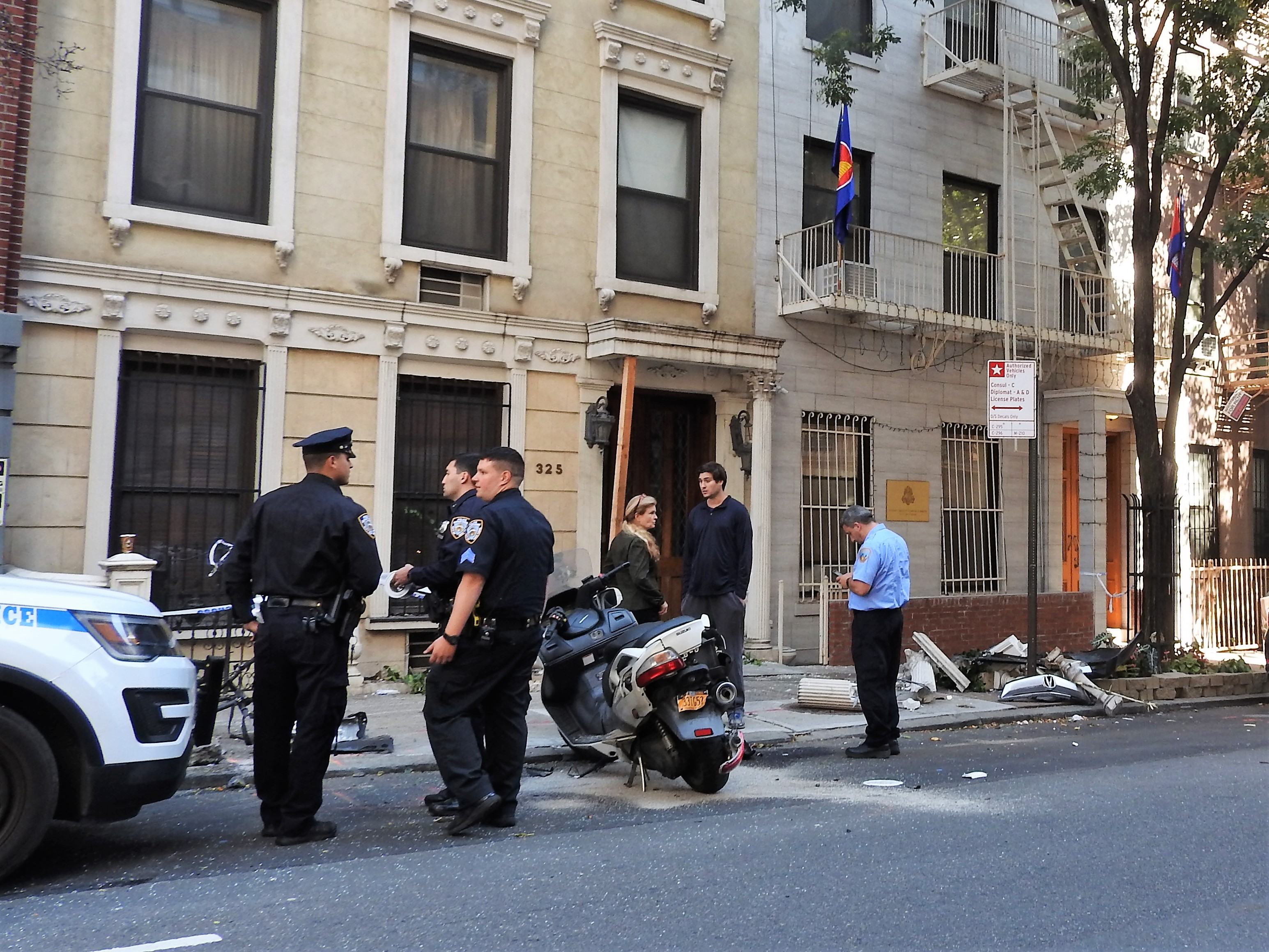
رجال الشرطة يدرسون موقع حادث سيارة

تحليل الحوادث هو إجراء يتم من أجل تحديد سبب أو أسباب وقوع حادث (يمكن أن يؤدي إلى نتائج فردية أو متعددة) وذلك لمنع وقوع المزيد من الحوادث من نفس النوع. وهو جزء من عملية التحقيق في الحادث. يمكن إجراء هذه التحليلات من قبل مجموعة من الخبراء، بما في ذلك مختصي علم الأدلة الجنائية ومختصي هندسة الأدلة الجنائية [الإنجليزية] ومستشاري السلامة والصحة المهنية. إن طبيعتها بأثر رجعي تعني أن تحليل الحوادث هو في الأساس ممارسة للتفسير الموجه ؛ يتم إجراؤها باستخدام النظريات أو الأساليب التي يجب على المحلل تسليمها ، والتي توجه الطريقة التي يتم بها إبراز الأحداث أو الجوانب أو سمات ظواهر الحوادث وشرحها.

## خطوات تحليل الحوادث
هناك أربع خطوات للقيام بتحليل الحوادث
1. جمع الحقائق: بعد وقوع حادث، تبدأ عملية معالجة الأدلة الجنائية لجمع كل الحقائق التي يحتمل أن تكون ذات صلة والتي قد تساهم في فهم الحادث
2. تحليل الحقائق: بعد اكتمال معالجة الادلة الجنائية أو على الأقل الوصول إلى بعض النتائج ، يتم تجميع الحقائق معًا لإعطاء «الصورة الكاملة». يتم إعادة بناء تاريخ الحادث والتحقق من الاتساق والمعقولية
3. وضع الاستنتاج: إذا كان تاريخ الحادث غنيًا بالمعلومات بشكل كافٍ ، فيمكن استخلاص استنتاجات حول السببية والعوامل المساهمة
4. وضع التدابير المضادة: في بعض الحالات ، يتم وضع تدابير أو توصيات مضادة لمنع المزيد من الحوادث من نفس النوع